# Pseudanidorus cyprius
Pseudanidorus cyprius là một loài bọ cánh cứng trong họ Aderidae. Loài này được Baudi di Selve miêu tả khoa học năm 1877.